# Jazz (компьютер)
Компьютерная платформа Jazz представляет собой проект системной платы и набора системной логики, разработанный компанией Microsoft для применения совместно с разрабатывавшейся Windows NT. В конечном итоге эта разработка послужила основой для большинства компьютеров с процессорами MIPS и операционной системой Windows NT.
В конце 1980-х — начале 1990-х годов архитектура MIPS-RISC была выбрана первой в качестве разрабатываемой платформы для проекта NT отчасти потому, что Microsoft планировала сделать NT портируемой на различные микропроцессорные архитектуры. Несмотря на это, компьютеры на основе процессоров MIPS (такие как DECstation или SGI Indigo), существовавшие в 1990-х годах, разительно отличались от стандартных персональных компьютеров на основе процессоров Intel (таких как IBM PC/AT). Например, они не использовали системную шину ISA, широко распространённую среди машин класса Intel 80386.
По этим и другим причинам для разработки Windows NT в Microsoft решили спроектировать свою собственную аппаратную платформу на основе микропроцессоров MIPS, результатом чего и стала архитектура Jazz. Позднее Microsoft продала проект компании MIPS Computer Systems, где он стал называться MIPS Magnum R4000.
Архитектура Jazz включает в себя следующие компоненты:
- Микропроцессор MIPS R4000/R4400 (MIPS III) или совместимый.
- Системную шину EISA.
- Фреймбуфер для вывода видеоизображения (G364).
- Разъёмы PS/2 для клавиатуры и мыши.
- Контроллер флоппи-дисковода.
- Встроенную 16-битную звуковую систему.
- Встроенную сетевую Ethernet-карту National Semiconductor SONIC.
- Встроенный SCSI-контроллер NCR 53C9x для подключения жёстких дисков и CD-приводов.
- Стандартные для IBM PC/AT последовательные и параллельные порты.
- Часы системного времени в стиле IBM PC/AT.

Этот проект был достаточно прост и производителен, поэтому большинство MIPS-компьютеров совместимых с Windows NT были основаны на модифицированных версиях архитектуры Jazz. Список систем, в той или иной мере основанных на Jazz, включает в себя:
- MIPS Magnum (версии R4000 PC-50 и SC-50).
- Acer PICA, использовал видеокарту производства S3.
- Olivetti M700, отличалась видео- и аудиосистемой.
- NEC RISCstation — Jazz с шиной PCI.

Компьютеры на основе Jazz частично разрабатывались в соответствии со стандартом Усовершенствованных RISC вычислений (ARC) и каждая из них использует микропрограмму ARC для загрузки Windows NT. Другие операционные системы также были портированы на различные реализации архитектуры Jazz, например, RISC/os для MIPS Magnum.
Также было некоторое количество компьютеров на основе процессоров MIPS, работавших под управлением Windows NT и соответствующих стандарту ARC, но не являвшихся производными от Jazz:
- DeskStation Tyne.
- NeTpower FASTseries Falcon.
- ShaBLAMM! NiTro-VLB.
- Siemens-Nixdorf RM-200, RM-300 и RM-400.